# توکیو دم

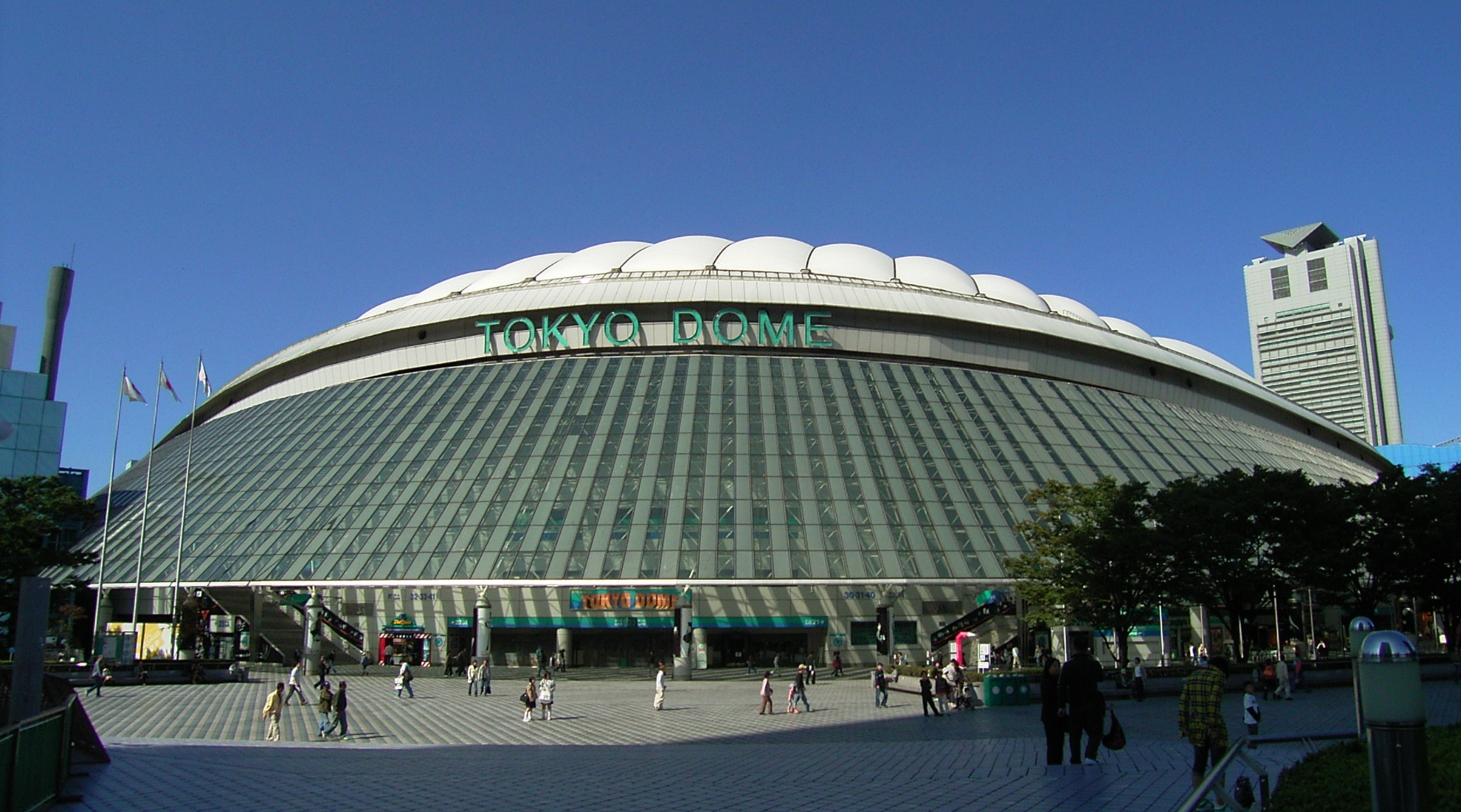
توکیو دم

توکیو دُم یا ورزشگاه سرپوشیدهٔ توکیو (به ژاپنی: 東京ドーム Tokyo Dome) در منطقهٔ بونکئو در توکیو پایتخت ژاپن واقع شده‌است. این ورزشگاه در سال ۱۹۸۸ میلادی آمادهٔ بهره‌برداری شده‌است. مسابقات خانگی تیم بیسبال یومیوری جاینتس در این ورزشگاه انجام می‌گیرد. مساحت ساختمان ورزشگاه ۴۶٬۷۵۵ متر مربع می‌باشد و گنجایش ۵۵٬۰۰۰ نفر را دارد.

## ایستگاه‌های اطراف
- خط جی آر، خط چوئو-سوبو، ایستگاه سوئیدوباشی

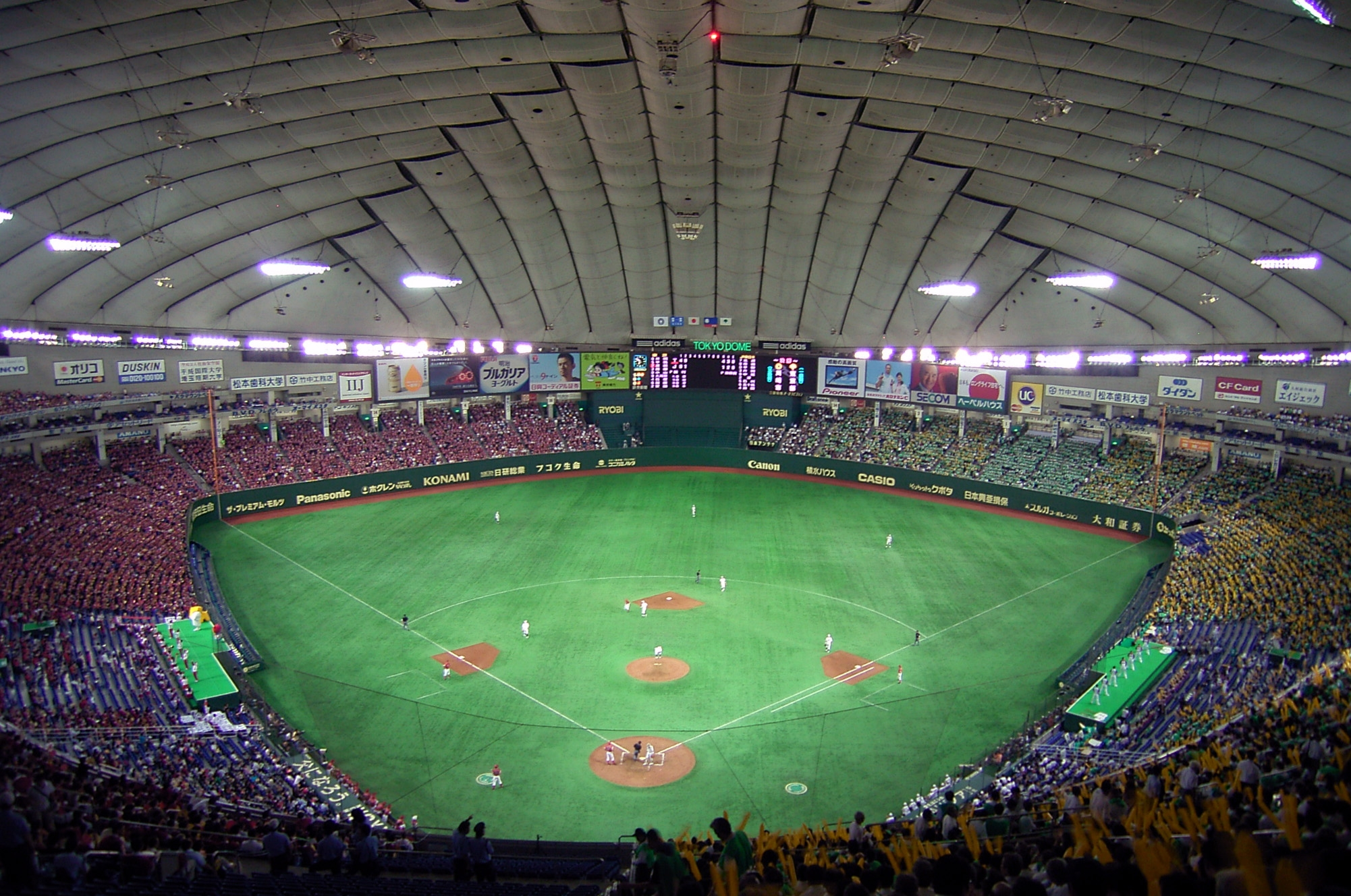
سالن بیسبال در توکیو دم
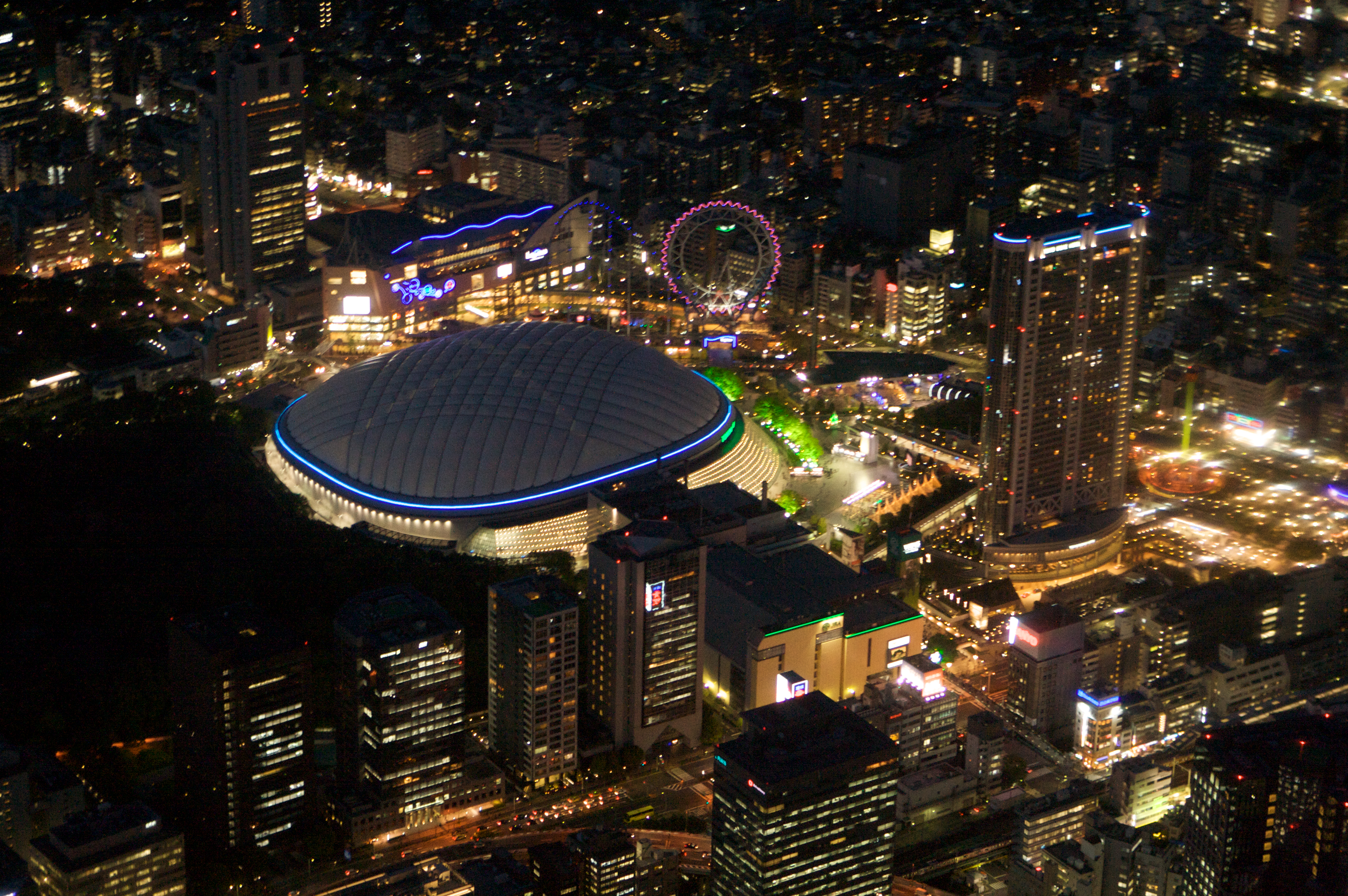
توکیو دم در شب